# Candelaria, Ostuacán
Candelaria är en ort i Mexiko.   Den ligger i kommunen Ostuacán och delstaten Chiapas, i den sydöstra delen av landet, 600 km öster om huvudstaden Mexico City. Candelaria ligger 81 meter över havet och antalet invånare är 116.
Terrängen runt Candelaria är platt åt nordväst, men åt sydost är den kuperad. Runt Candelaria är det ganska glesbefolkat, med 25 invånare per kvadratkilometer. Närmaste större samhälle är Ostuacán, 12,4 km sydost om Candelaria. Trakten runt Candelaria består till största delen av jordbruksmark.